# Bilguunjargal Erdenebat
Bilguunjargal Erdenebat, né le 7 mars 1997, est un coureur cycliste mongol. Il participe à des compétitions sur route et en VTT.

## Palmarès et résultats

### Palmarès sur route
- 2016
  - Tour de Mongolie
  - 3e du championnat de Mongolie du contre-la-montre espoirs
- 2017
  - 2e du championnat de Mongolie du contre-la-montre espoirs
  - 2e du championnat de Mongolie sur route espoirs
  - 3e du championnat de Mongolie du contre-la-montre
- 2018
  - 2e du championnat de Mongolie du contre-la-montre espoirs
  - 3e du championnat de Mongolie sur route espoirs
- 2019
  -  Champion de Mongolie sur route espoirs
  - An Giang Plant Protection Cup :
    - Classement général
    - 2e étape

  - 9e étape du Tour du lac Poyang
  - 2e du championnat de Mongolie du contre-la-montre espoirs
- 2021
  - 3e étape du Tour de Mongolie
- 2022
  - 1re et 16e étapes de la HTV Cup
  -  Médaillé d'argent du championnat d'Asie du contre-la-montre par équipes
  - 2e du championnat de Mongolie sur route
- 2023
  - 1re étape du Tour de Mongolie
  - 2e du Tour de Mongolie
  - 3e du championnat de Mongolie sur route
- 2024
  -  Champion de Mongolie sur route
  - 1re étape du Tour de Taiyuan
  - 3e du championnat de Mongolie du contre-la-montre

### Classements mondiaux
| Année                                 | 2016  | 2017  | 2018  | 2019 | 2020 | 2021  | 2022 | 2023 | 2024 |
| ------------------------------------- | ----- | ----- | ----- | ---- | ---- | ----- | ---- | ---- | ---- |
| Classement mondial                    | 2391e | 1100e | 1010e | 794e | 846e | 1607e | 400e | 900e | 602e |
| UCI Asia Tour                         | 531e  | 169e  | 135e  | 39e  | 40e  | 93e   | 9e   | 59e  | 24e  |
|                                       |       |       |       |      |      |       |      |      |      |
| Légende : nc = non classéSource : UCI |       |       |       |      |      |       |      |      |      |

### Palmarès en VTT
- 2015
  - 3e du championnat de Mongolie de cross-country
- 2021
  -  Champion de Mongolie de cross-country
  -  Champion de Mongolie de cross-country marathon